# Olympische Sommerspiele 1936/Teilnehmer (Mexiko)
| Gelbes Symbol für Goldmedaillen mit stilisierten Olympischen Ringen | Graues Symbol für Silbermedaillen mit stilisierten Olympischen Ringen | Braundes Symbol für Bronzemedaillen mit stilisierten Olympischen Ringen |
| ------------------------------------------------------------------- | --------------------------------------------------------------------- | ----------------------------------------------------------------------- |
| —                                                                   | —                                                                     | 3                                                                       |

Mexiko nahm an den Olympischen Sommerspielen 1936 in Berlin mit einer Delegation von 32 Athleten teil. Die mexikanischen Sportler konnten insgesamt drei Bronzemedaillen gewinnen. Erfolgreichster Einzelsportler war damit Fidel Ortíz, der im Boxen in der Gewichtsklasse Bantamgewicht Bronze erhielt. Ebenfalls erfolgreich waren das Basketballteam sowie das Polo-Team. Im Medaillenspiegel belegte das mexikanische Team damit Platz 28. 

## Medaillengewinner

### Bronze
- Carlos Borja, Víctor Borja, Rodolfo Choperena, Luis de la Vega, Raúl Fernández, Andrés Gómez, Silvio Hernández, Francisco Martínez, Jesús Olmos, José Pamplona und Greer Skousen (Basketball-Team)
- Fidel Ortíz (Boxen/Bantamgewicht)
- Juan García, Julio Müller, Antonio Nava und Alberto Ramos (Polo-Team)

## Teilnehmerliste

### Basketball
| Spieler | Disziplin | Platz  |
| --- | --------- | ------ |
| Carlos Borja, Victor Borja, Raúl Fernández, Francisco Martínez, Jesús Olmos, Greer Skousen, Luis de la Vega, José Pamplona, Andrés Gómez, Silvio Hernández, Rodolfo Choperena | Männer    | Bronze |

### Boxen
| Athlet          | Gewicht | Platz  |
| --------------- | ------- | ------ |
| Fidel Ortíz     | 53,5 kg | Bronze |
| Sabino Islas    | 57,2 kg | 16.    |
| Lorenzo Delgado | 61,2 kg | 17.    |
| Emilio Ballado  | 66,7 kg | 17.    |

### Fechten
| Athlet        | Disziplin    | Platz         |
| ------------- | ------------ | ------------- |
| Antonio Haro  | Degen Einzel | ausgeschieden |
| José Martínez | Degen Einzel | ausgeschieden |

### Leichtathletik
| Athlet            | Disziplin      | Wertung | Platz                      |
| ----------------- | -------------- | ------- | -------------------------- |
| Valentín González | 5000 m         | 16:00,0 | im Vorlauf 1 ausgeschieden |
| Pascual Gutiérrez | Weitsprung     | ?       | nicht qualifiziert         |
| Rigoberto Pérez   | Stabhochsprung | 3,50 m  | nicht qualifiziert         |

### Moderner Fünfkampf
| Teilnehmer         | Punkte | Rang |
| ------------------ | ------ | ---- |
| Heriberto Anguiano | 118,5  | 30.  |
| Luis Casíllas      | 134,5  | 35.  |

### Polo
| Spieler                                                | Disziplin | Platz  |
| ------------------------------------------------------ | --------- | ------ |
| Juan García, Antonio Nava, Julio Müller, Alberto Ramos | Männer    | Bronze |

### Schießen
| Name           | Disziplin                  | Punkte | Rang          |
| -------------- | -------------------------- | ------ | ------------- |
| Carlos Acosta  | Schnellfeuerpistole        | ?      | ausgeschieden |
| Alvaro García  | Kleinkaliber liegend, 50 m | 294    | 13.           |
| Antonio García | Kleinkaliber liegend       | 288    | 44.           |
| Guillermo Huet | Schnellfeuerpistole        | 26     | 17.           |
| Gustavo Huet   | Kleinkaliber liegend, 50 m | 296    | 7.            |